# Algueña
Algueña  (en valenciano: l’Alguenya) es un municipio de la provincia de Alicante, al suroeste, en la comarca del Vinalopó Medio de la Comunidad Valenciana, España. Su población es de 1342 habitantes (INE 2024).

## Geografía
El municipio de Algueña está situado en el extremo occidental del Vinalopó Medio, en la frontera con el antiguo Reino de Murcia y la actual Región de Murcia. El término, de 18,66 km², ocupa un altiplano con altitudes medias en torno a los 600 m, accidentado al norte por la sierra del Reclot. El clima es mediterráneo árido.
El núcleo urbano de Algueña se encuentra a 534 m de altura y 51 km al oeste de Alicante.

## Clima
El clima es típicamente mediterráneo: seco, de inviernos rigurosos y frescos, veranos calmosos, y escasez de lluvias en general. Con frecuencia nieva en invierno y otoño y las temperaturas se desploman. Suele nevar entre 2 y 4 días al año. Las mínimas llegan hasta los 0 °C en invierno y sobrepasa los 35 °C en verano.
Las precipitaciones se sitúan a más de 500 mm al año.

### Barrios y pedanías
En su término se encuentra también el núcleo de población de La Solana distante tres kilómetros del núcleo principal.

### Localidades limítrofes
El término municipal de Algueña limita con los de Hondón de las Nieves, Orihuela, Pinoso y La Romana, así como con Abanilla en la Región de Murcia.

## Historia

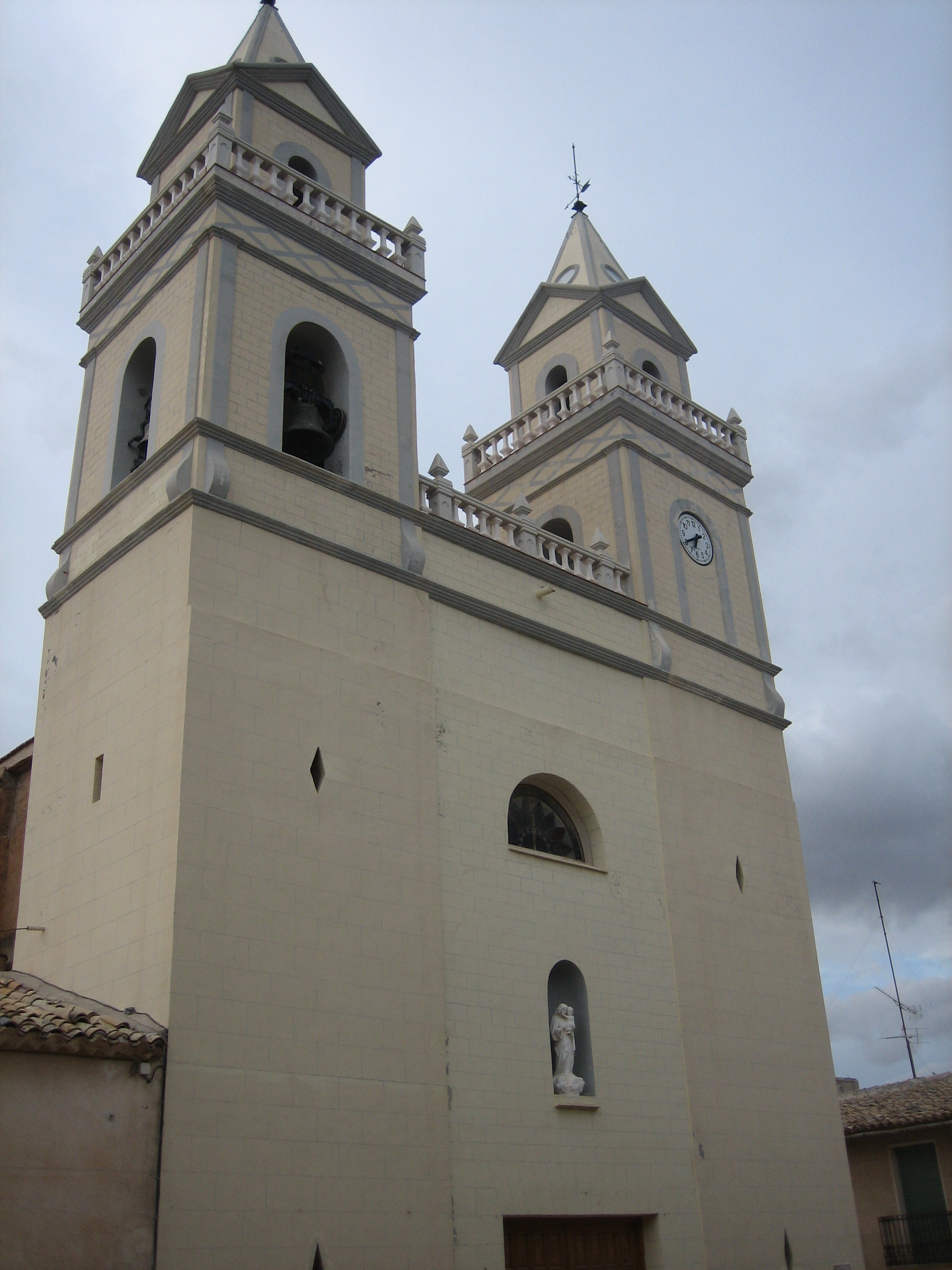
Iglesia parroquial de San José, en Algueña

El topónimo de Algueña se recoge por primera vez en el año 1470, en un memorial elevado a Fernando el Católico, solicitando la fijación de lindes entre Orihuela y Jumilla. En éste, se cita Cañada de la Alheña. Y es por ello por lo que etimológicamente, el nombre de Algueña deriva de “Alheña”, de origen árabe (Alhinna), estando ligado a la flora del lugar, pues la Alheña es una planta untosa, como otras típicas de la zona Mediterránea, cuyas hojas trituradas producen tintes para teñir tejidos.
Otra referencia que nos ha llegado de Algueña, es la cita que se hace del lugar en el pleito mantenido en el año 1582 entre los señoríos de Monóvar y Novelda. 
En 1738, se construye la iglesia parroquial, bajo la advocación de los Santos de la Piedra "Abdón y Senén", patronos de la Villa.
Algueña (como Pinoso, de cuya municipalidad, como queda dicho, era dependiente) permaneció incorporada en la Gobernación de Orihuela hasta 1707. En la reforma administrativa llevada a cabo por los Borbones, queda igualmente incluida en el corregimiento de Orihuela hasta 1833, año en que quedó establecido el sistema provincial actual.
La población estuvo integrada en el municipio de Pinoso hasta 1933, si bien ya con anterioridad contaba con iglesia parroquial desde 1738. 
En 1933, Algueña se constituye como municipio independiente, contando con la pedanía de La Solana. Logrando dicha independencia municipal debido al fuerte incremento demográfico experimentado durante los últimos años del siglo XIX y los primeros del XX (el censo del 1900 arrojó la cifra de 1953 habitantes).

## Demografía
Algueña cuenta con una población de 1342 habitantes (INE 2024).
| Gráfica de evolución demográfica de Algueña entre 1940 y 2021 |
| |
| Población de derecho según los censos de población del INE Población de hecho según los censos de población del INEEn 1940 aparece este municipio porque se segrega del municipio Pinoso |

## Economía

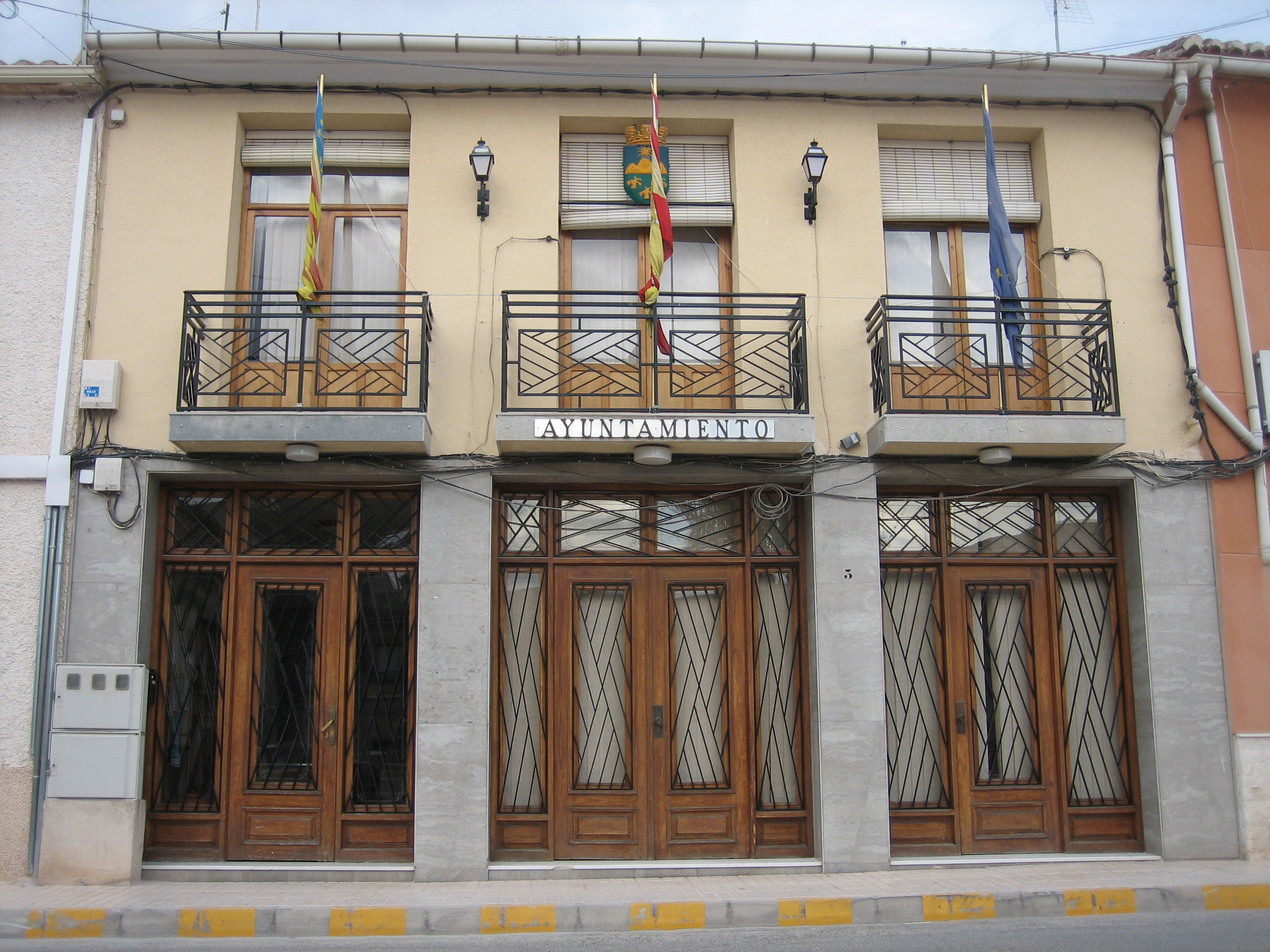
Ayuntamiento de Algueña

Es un pueblo típicamente agrícola dedicado al cultivo de la viña, el aceite y la almendra. Se elaboran, como en el resto de la comarca, buenos vinos, como por ejemplo el Tinto Doble Pasta, Rosado “Lágrima Virgen”, Fondillón, Mistela, etc. Hay también industria de fabricación de licores y de elaboración de mármol, esta última en expansión.
La artesanía típica que se ha conservado puede encontrarse en el trabajo del esparto. El único monumento destacable es la iglesia parroquial de San José, construida en 1738 en estilo románico, con dos torres gemelas añadidas en el siglo XIX.

## Administración y política
| Periodo   | Nombre                  | Partido                           |
| --------- | ----------------------- | --------------------------------- |
| 1979-1983 | Ramón Pérez Flores      | UCD                               |
| 1983-1987 | Erasmo Albert Escandell | AP                                |
| 1987-1991 | Erasmo Albert Escandell | PP                                |
| 1991-1995 | Ponciano Verdú Rico     | CDS - Centro Democrático y Social |
| 1995-1999 | Esteve Escandell Pérez  | PSPV-PSOE                         |
| 1999-2003 | Esteve Escandell Pérez  | PSPV-PSOE                         |
| 2003-2007 | Esteve Escandell Pérez  | PSPV-PSOE                         |
| 2007-2011 | Mari Carmen Jover Pérez | PP                                |
| 2011-2015 | Mari Carmen Jover Pérez | PP                                |
| 2015-2019 | Mari Carmen Jover Pérez | PP                                |
| 2019-2023 | Mari Carmen Jover Pérez | PP                                |
| 2023-act. | Sergio Ramírez Ruiz     | PSPV-PSOE                         |

## Monumentos y lugares de interés
- Iglesia parroquial de San José. Su origen data del año 1828, cuando el Obispo de Orihuela (D. Felipe Herrero Valverde), decretó la creación de una vicaría rural en esta localidad, dependiente de la parroquia de Monóvar. Tiene una gran nave central y una capilla en uno de sus laterales. Caracterizada principalmente por sus dos torres gemelas, cuadradas, una de las cuales alberga un reloj, y la otra tres campanas.
- Cuevas. El hábitat en cuevas se remonta a los orígenes del municipio. Situadas -en su mayoría- en el extrarradio del casco urbano actual, fueron utilizadas durante muchos años, como viviendas habituales -desde principios del siglo XVIII-, hasta que paulatinamente, sus propietarios fueron construyendo y adquiriendo viviendas en el núcleo urbano, pero conservándolas como segundas residencias. Sus propiedades isotérmicas abrigan del frío durante el invierno, y del calor durante la época estival.

## Fiestas locales
- Fiesta Patronales. Se celebran la última semana de julio en honor a los santos patronos Abdón y Senén. Durante las cuales tienen lugar acontecimientos de muy diversa índole: Desfile de Carrozas, Gymkhanas, Trofeo de Motociclismo en circuito urbano, campeonatos de caliche-tanganilla, tirada de codorniz, castillos de fuegos artificiales, conciertos, actos litúrgicos, etc.
- Semana Santa. Ha adquirido importancia por la gran participación de los vecinos en general, y en particular, de las Cofradías de "Nuestro Padre Jesús" y "La Dolorosa".
- Otras festividades : La Solana: junio, en Honor al Sagrado Corazón, barrio de San Juan: 24 de junio, en honor a San Juan Bautista, barrio de San Pedro: 29 de junio, en honor a San Pedro.

## Gastronomía
Se conserva plenamente la cocina típica de la zona: arroz con conejo y caracoles, fasegures, gazpacho de torcida a la pala, borreta, puchero y buenos embutidos artesanales tiernos y secos. 
En la buena mesa no pueden faltar el víno que se cultiva en las bodegas locales, que en su mayoría son de uva monastrel.
En cuanto a su repostería ofrece un gran surtido de dulces y pastas como las Perusas, Almendardos, sequillos, pastizos, toñas, rollos de aguardiente.

## Hermanamientos
- Doganella di Ninfa, Sermoneta y Cisterna di Latina, Italia